# 괴팅겐 대학교 식물원
괴팅겐 게오르크 아우구스트 대학교 식물원은 대학교의 부속기관으로 1736년에 박학자 알브레히트 폰 할러가 설립하였다.

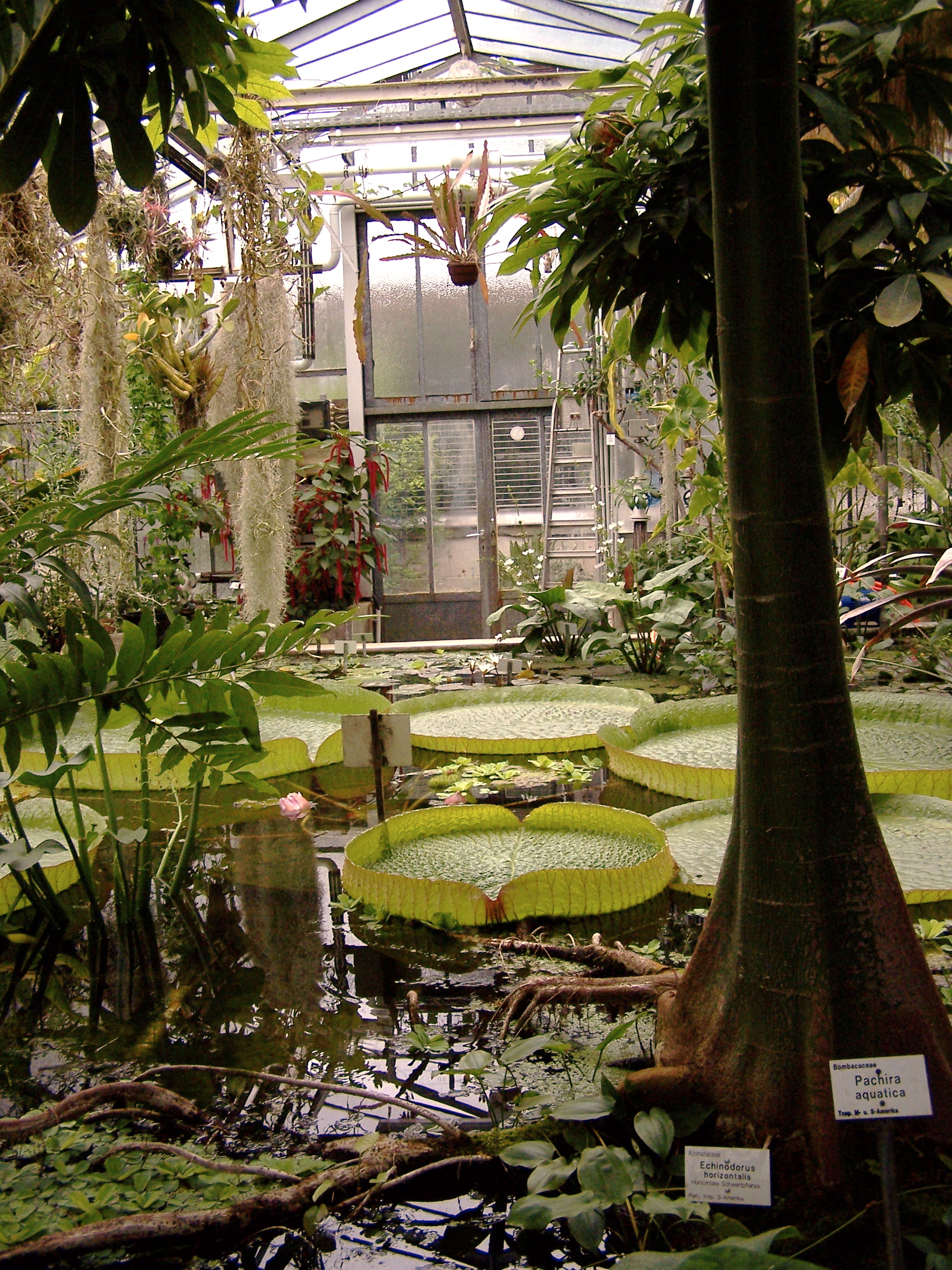
구 식물원의 빅토리아하우스